# Liste der denkmalgeschützten Objekte in Maria Laach am Jauerling
Die Liste der denkmalgeschützten Objekte in Maria Laach am Jauerling enthält die 7 denkmalgeschützten, unbeweglichen Objekte der Gemeinde Maria Laach am Jauerling.

## Denkmäler
| Foto |                 | Denkmal                                                                           | Standort                                                              | Beschreibung | Metadaten |
| ---- | --------------- | --------------------------------------------------------------------------------- | --------------------------------------------------------------------- | --- | --- |
| ja   | Datei hochladen | Ehem. Wehrhof HERIS-ID: 33911 Objekt-ID: 31707                                    | Gießhübl 1 Standort KG: Gießhübl                                      | Der Wehrhof mit Turm wurde in Gießhübel im 12./13. Jahrhundert (?) angelegt. Die erste urkundliche Erwähnung verweist auf 1424/1428. Im Jahr 1653 wurde er als Edelmannsitz und Meierhof erwähnt. Das zweigeschoßige Wohnhaus wurde aus älterem Material zum Teil in jüngerer Zeit neu aufgebaut. Auch der dreigeschoßige Wehrturm ist zum Teil erneuert. Er hat im Erdgeschoß ein zugemauertes Spitzbogenfenster an der Stelle einer ehemaligen Durchfahrt und daneben einen wuchtigen, geböschten Stützpfeiler. Die übrigen drei Höfe der Rotte sind aus Bruchsteinen erbaut. Dabei handelt es sich wahrscheinlich um die ehemals zum Wehrhof gehörigen Wirtschaftsgebäude. | BDA-Hist.: Q37954886 Status: Bescheid Stand der BDA-Liste: 2025-06-30 Name: Ehem. Wehrhof GstNr.: .1                                                                  |
| ja   | Datei hochladen | Hügelgräberfeld Hintern Angern HERIS-ID: 46688 Objekt-ID: 48818                   | Hintern Angern Standort KG: Kuffarn                                   | Archäologische Fundstätte | BDA-Hist.: Q38023079 Status: Bescheid Stand der BDA-Liste: 2025-06-30 Name: Hügelgräberfeld Hintern Angern GstNr.: 205/4                                              |
| ja   | Datei hochladen | Ansitz Loitzenhof und Wirtschaftsgebäude HERIS-ID: 34400 Objekt-ID: 32663         | Loitzendorf 1 Standort KG: Loitzendorf                                | Der Ansitz Loitzendorf ist ein schlossartiger, unregelmäßiger Bau, der 1130 (?) als Festes Haus erstmals urkundlich genannt und in den Jahren 1740/1760 umgebaut wurde. Der zweigeschoßige, traufständige Bau ist umgeben von einer mittelalterlichen Befestigungsanlage aus Bruchstein. Seine Fassade ist durch Lisenen gegliedert. Drei Achsen verfügen über einen genuteten Sockel, geschweifte Fensterverdachungen sowie stuckierte Schabracken aus der Mitte des 18. Jahrhunderts. Der Innenraum wurde teilweise modern umgebaut. Im Erdgeschoß gibt es einen Raum mit Stichkappengewölbe und angeputztem Netzgrat mit Rosetten aus der Mitte des 16. Jahrhunderts, einen Raum mit hoher Stichkappentonne sowie einen Saal mit einem mächtigen Quadratpfeiler. Im Obergeschoß ist eine Flachdecke mit barock geschweiftem Stuckspiegel zu sehen. | BDA-Hist.: Q37957780 Status: Bescheid Stand der BDA-Liste: 2025-06-30 Name: Ansitz Loitzenhof und Wirtschaftsgebäude GstNr.: .8                                       |
| ja   | Datei hochladen | Pfarrhof und Wirtschaftsgebäude HERIS-ID: 50192 Objekt-ID: 54919                  | Maria Laach am Jauerling 1 Standort KG: Maria Laach am Jauerling      | Der Pfarrhof südlich der Kirche ist ein zweigeschoßiger, durch ein Walmdach gedeckter Bau von 1842. | BDA-Hist.: Q38038688 Status: § 2a Stand der BDA-Liste: 2025-06-30 Name: Pfarrhof und Wirtschaftsgebäude GstNr.: .1, 244, 304                                          |
| ja   | Datei hochladen | Kath. Pfarrkirche Maria Heimsuchung und Friedhof HERIS-ID: 50193 Objekt-ID: 54920 | Maria Laach am Jauerling 1, bei Standort KG: Maria Laach am Jauerling | Die von einem Friedhof umgebene Pfarrkirche Maria Heimsuchung am südlichen Ortsrand von Maria Laach ist ein monumentaler spätgotischer Staffelhallenbau aus dem späten 15. Jahrhundert mit Westturm und Chor von Anfang des 15. Jahrhunderts. Ihre erste urkundliche Erwähnung verweist auf die Jahre 1336/1391. Seit Anfang des 18. Jahrhunderts ist sie Wallfahrtskirche. Das vierjochige Langhaus mit zweifach abgetreppten Strebepfeilern liegt unter einem steilen Satteldach. Die zwei- und dreibahnigen Spitzbogenfenster sind mit teilweise erneuertem Dreipass-, Vierpass- und Fischblasenmaßwerk ausgestattet. Der eingezogene, zweijochige Chor hat einen Fünfachtelschluss und eine etwas niedrigere Firstlinie als das Langhaus. Er verfügt über zweifach abgetreppte Strebepfeiler und ein umlaufendes Kaffgesims. Im Süden liegt ein spätgotischer Sakristeianbau. Dem Langhaus ist westlich ein monumentaler dreigeschoßiger Turm mit steilem Walmdach vorgestellt. Zur Innenausstattung gehören vor allem ein spätgotischer Doppelflügelaltar (1480), eine spätgotische Steinkanzel (um 1500) sowie das Renaissance-Kenotaph für Johannes Georg III. von Kuefstein (1607). | BDA-Hist.: Q15134322 Status: § 2a Stand der BDA-Liste: 2025-06-30 Name: Kath. Pfarrkirche Maria Heimsuchung und Friedhof GstNr.: .2, 303 Wallfahrtskirche Maria Laach |
| ja   | Datei hochladen | Schloss Wasserhof HERIS-ID: 41669 Objekt-ID: 42219                                | Zeißing 1 Standort KG: Zeißing                                        | Der Wasserhof ist ein zweigeschoßiger, im Kern spätmittelalterlicher und im 16./17. Jahrhundert erweiterter Vierflügelbau, der um einen rechteckigen Hof angelegt ist und ursprünglich von Wall und Graben umgeben war. An der Ostseite ist er durch ein mit 1607 bezeichnetes Rundbogenportal in rustizierendem Portalfeld mit Inschriftplatte und Wappen von Hans Georg III. von Kufstein zugänglich. Südseitig ist ein einachsiger Risalit mit Ortsteingliederung zu sehen. Des Weiteren verfügt der Bau über eine kreuzgratgewölbte Durchfahrt mit angeputzten Drehschnüren und Putzrosetten, die mit einem großen Eisenplattentor des frühen 17. Jahrhunderts ausgestattet ist. Hofseitig erhebt sich ein vorragender Treppenturm mit großer Rundbogennische. Im Westen verläuft im Obergeschoß ein gedeckter Laufgang über zwei weiten Arkaden, der mit zwei Rollwerkkartuschen und Löwenköpfen aus dem frühen 17. Jahrhundert versehen ist. | BDA-Hist.: Q38002160 Status: Bescheid Stand der BDA-Liste: 2025-06-30 Name: Schloss Wasserhof GstNr.: .2                                                              |
| ja   | Datei hochladen | Schlossruine Zeißing HERIS-ID: 35353 Objekt-ID: 34104                             | Zeißing 1, gegenüber Standort KG: Zeißing                             | Neben dem Wasserhof sind die hoch aufragenden Mauerreste einer ehemals dreigeschoßigen Giebelfront zu sehen. Diese verfügen über Blendarkaden auf Pilastern sowie über Blendgiebel. Seitlich befindet sich ein erkerartiges Ecktürmchen. Die Anlage wurde im frühen 17. Jahrhundert um einen älteren Kern erbaut. | BDA-Hist.: Q37963547 Status: Bescheid Stand der BDA-Liste: 2025-06-30 Name: Schlossruine Zeißing GstNr.: .1/2 Schlossruine Zeißing                                    |